# Faisceau médial du plexus brachial
Le faisceau médial du plexus brachial (ou tronc secondaire antéro-interne du plexus brachial) est le tronc nerveux du plexus brachial formé par les divisions antérieures du tronc inférieur du plexus brachial. Il se compose des contributions des racines C8 et T1.
Il donne naissance aux nerfs suivants :
|                                    | Racines | Zone d'innervation |
| nerf pectoral médial               | C8-T1   | nerf moteur du muscle petit pectoral |
| nerf cutané médial du bras         | T1      | nerf sensitif pour la base de l'aisselle et la partie supérieure de la face interne du bras. |
| nerf cutané médial de l'avant-bras | C8-T1   | nerf sensitif pour la face antéro-interne de l'avant-bras et du poignet et la face postéro-interne du coude et de l'avant-bras. |
| nerf ulnaire                       | C8-T1   | moteur - du muscle fléchisseur ulnaire du carpe, - des quatrième et cinquième chef du muscle fléchisseur profond des doigts, - des muscles interosseux palmaires et dorsaux, - des troisième et quatrième muscles lombricaux, - du muscle opposant du petit doigt de la main, - du muscle abducteur du petit doigt de la main, - du muscle court fléchisseur du petit doigt, - du chef profond du muscle court fléchisseur du pouce, - du muscle adducteur du pouce, - du muscle court palmaire. sensitif - de la face dorsale du cinquième doigt, - de la face dorsale médiale du quatrième doigt et la partie proximale de sa face dorsale latérale, - de la partie proximale de sa face dorsale médiale du troisième doigt, - d'une partie de la face palmaire médiale du poignet, - de l'éminence hypothénar, - de la face palmaire du cinquième doigt, - de la moitié médiale de la face palmaire du quatrième doigt. |
| racine médiale du nerf médian      | C8-T1   | moteur : - du muscle rond pronateur, - du muscle fléchisseur radial du carpe, - du muscle long palmaire, - du muscle fléchisseur superficiel des doigts, - du muscle fléchisseur profond des doigts, - du muscle long fléchisseur du pouce, - du muscle court abducteur du pouce, - du muscle opposant du pouce, - du muscle court fléchisseur du pouce. sensitif : - pour l'articulation du coude, - pour l'éminence thénar et la moitié latérale de la paume de la main - de la face palmaire des trois premiers doigts et de la moitié latérale du quatrième - de la face dorsale des deuxième et troisième phalanges de l'index et du médius et celle de l'annulaire dans sa moitié latérale. |